# Aalborg DH
Le Aalborg Damehåndbold  est un ancien club danois de handball féminin basé à Aalborg évoluant en championnat du Danemark féminin de handball. 
Fondé en 2001, il figure parmi les meilleurs clubs danois et donc européen des années 2000 mais disparait en 2013 à cause de problème financiers

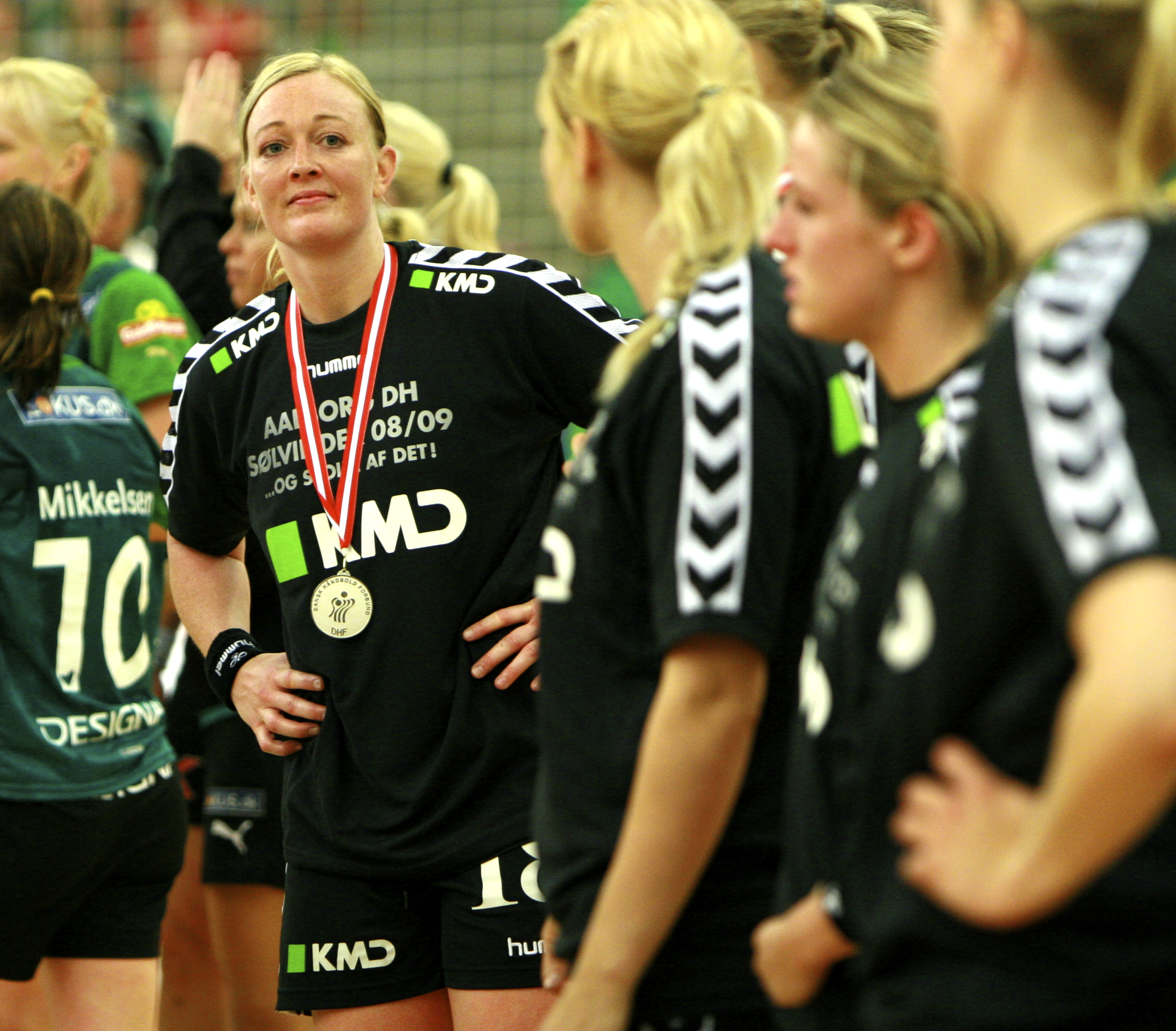
Karen Brødsgaard et les joueuses du club, vice-championnes du Danemark en 2009.

## Palmarès
compétitions internationales
- demi-finaliste de la Ligue des champions en 2006

compétitions nationales
- finaliste du championnat du Danemark en 2005 et 2009
  - troisième en 2006, 2007

## Joueuses célèbres

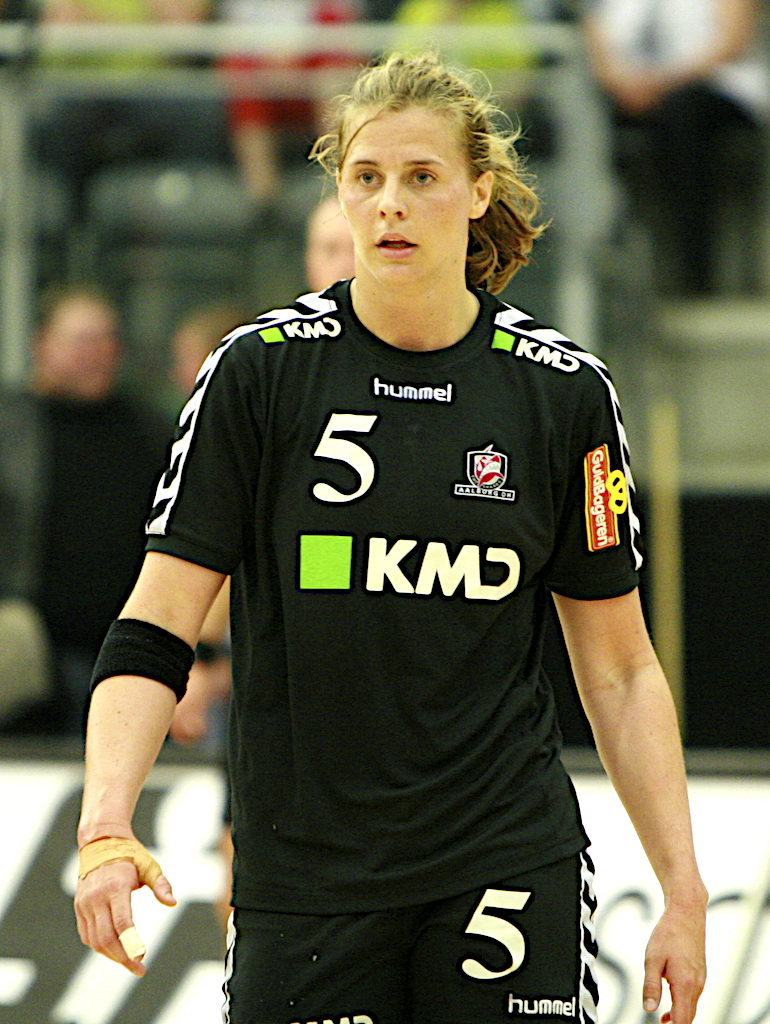
Linnea Torstenson en 2009.

Parmi les joueuses ayant évolué au club, on trouve :
- Tanja Logvin (2006-2009)
- Heidi Holme Astrup (2003-2005)
- Kristina Bille (2007-2010)
- Karen Brødsgaard (2007-2010)
- Pernille Larsen (2007-2009)
- Louise Mortensen (2003-2010)
- Lærke Møller (2006-2009)
- Rikke Nielsen (1997-2006, 2007-2008)
- Louise Pedersen (2004-2008)
- Sabine Pedersen (2010-2012)
- Rikke Schmidt (2005-2006)
- Søs Søby (2009-2013)
- Julie Goiorani (2010-2011)
- Mariama Signaté (2010-2011)
- Ibolya Mehlmann (2006-2008)
- Ágnes Farkas (2003-2005)
- Arna Sif Pálsdóttir (2011-2013)
- Isabel Blanco (2004-2006)
- Mia Hundvin (2003-2004)
- Katrine Lunde Haraldsen (2004-2007)
- Kristine Lunde-Borgersen (2004-2007)
- Heidi Løke (2007-2008)
- Nora Mørk (2007-2008)
- Thea Mørk (2007-2008)
- Marianne Rokne (2005-2006)
- Siri Seglem (2009-2013)
- Narcisa Lecușanu (2004-2006)
- Natalia Deriouguina (2003-2008)
- Johanna Ahlm (2009-2010)
- Matilda Boson (2005-2010)
- Linnea Torstenson (2008-2010)
- Therese Wallter (2008-2010)
- Johanna Wiberg (2006-2007)